# نوكس (رسام)
نوكس (بالإنجليزية: Knox)‏ هو عازف قيثارة ورسام وكاتب أغاني بريطاني، ولد في 4 سبتمبر 1945 في كريكود ‏ في المملكة المتحدة.

## وصلات خارجية
- نوكس على موقع ميوزك برينز (الإنجليزية)
- نوكس على موقع ميوزك برينز (الإنجليزية)
- نوكس على موقع ديسكوغز (الإنجليزية)
- نوكس على موقع ديسكوغز (الإنجليزية)